# داک‌داک‌گو
داک‌داک‌گو DDG (به انگلیسی: DuckDuckGo) یک موتور جستجوی وب است که در کارکرد خود تا حد زیادی داده‌های کاربرانش را ردگیری نمی‌کند. این موتور جستجوی وب را می‌توان حاصل نگرانی‌ها پیرامون حریم خصوصی افراد دانست. در صفحهٔ سیاست حریم این وب‌گاه آمده‌است که هیچگونه اطلاعات شخصی‌ای را جمع‌آوری نمی‌کند و به اشتراک نمی‌گذارد. بر خلاف دیگر جویشگرها در سیاست داک‌داک‌گو آمده‌است که تاریخچهٔ جستجوی کاربران را ذخیره نمی‌کند.
از ویژگی‌های جستجو در این وب‌گاه می‌توان به شیوهٔ جستجوی واژه‌های دارای ابهام در آن اشاره کرد. بر خلاف برخی از شیوه‌های دیگر جستجو که بر پایهٔ بهترین نتایج در صفحهٔ اول کار می‌کنند؛ داک‌داک‌گو تلاش می‌کند همهٔ معانی مختلف یک واژهٔ تفسیرپذیر را در صفحهٔ اولش بگنجاند تا نتایج صفحهٔ اول به یک معنی خاص سوگیری نداشته باشد. افزون بر این، داک‌داک‌گو کاربر را راهنمایی می‌کند تا مقصود خود را بهتر بیان کند.
منابع استفاده‌شده برای تهیه نتایج جستجو در داک‌داک‌گو گسترده‌اند و موتورهای جستجوی بینگ، یاهو و یاندکس را شامل می‌شوند.
در ۱۸ سپتامبر ۲۰۱۴، شرکت اپل داک‌داک‌گو را به صورت اختیاری به موتور جستجو مرورگر سافاری اضافه کرد. در ۱۰ نوامبر ۲۰۱۴، موزیلا داک‌داک‌گو را به صورت اختیاری به موتور جستجو مرورگر فایرفاکس ۳۳٫۱ اضافه کرد. در ۳۰ مه ۲۰۱۶، پروژه تور،داک‌داک‌گو را موتور جستجو پیش‌فرض مرورگر تور ۶٫۰ قرار داد. در دسامبر ۲۰۱۸ گوگل دامنه Duck.com را به داک‌داک‌گو منتقل کرد. همچنین گوگل در مارس ۲۰۱۹ داک‌داک‌گو را به فهرست موتورهای جستجوی پیشفرض مرورگر کروم اضافه کرد.
یکی از مهم ترین ویژگی های داک‌داک گو برای رعایت حریم خصوصی،عدم ذخیره سابقه جستجو است. اما داک‌داک‌گو همچنان ورودهای کاربر را ذخیره میکند و همین نیز میتواند خود یکی از معایب آن باشد. ویژگی دیگر امنیتی آن، ایمیل داک داک گو است که با پسوند duck.com@ تمام میشود و کاربر می‌تواند با وارد کردن ایمیل خود در بخش ایمیل داک‌داک‌گو یک آدرس ایمیل جدید دریافت کند که به جای آدرس اصلی استفاده می‌شود و پیام‌هارا به ایمیل اصلی فوروارد میکند.حتی با این وجود، داک‌داک‌گو باز هم یک آدرس نامفهوم دیگر نیز به کاربر میدهد که متغیر است، و میتواند به جای آدرس دوم استفاده شود، که خود لایه دوم امنیت ایمیل داک‌داک‌گو است.مرورگر داک‌داک‌گو نسبتا امن است،اما باز امنیت هم به فعالیت کاربر بستگی دارد.

## فیلتر در ایران
داک‌داک‌گو در آذر ۱۳۹۵ در ایران فیلتر و از دسترس خارج شد، و در ۹ اردیبهشت سال ۱۳۹۷ از فیلترینگ خارج شد.دلیل  فیلتر معلوم نیست و کارگروه تعیین محتوای مجرمانه در این باره توضیحی نداده است.